# Tris(aziridinyl)-p-benzochinon
Tris(aziridinyl)-p-benzochinon ist eine chemische Verbindung aus der Gruppe der Benzochinone.

## Gewinnung und Darstellung
Tris(aziridinyl)-p-benzochinon kann aus den Ausgangsstoffen Aziridin und 2,6-Dimethoxy-1,4-benzochinon gewonnen werden.

## Eigenschaften
Tris(aziridinyl)-p-benzochinon ist ein violetter Feststoff, der schwer löslich in Wasser ist.

## Verwendung
Tris(aziridinyl)-p-benzochinon ist ein benzochinonhaltiges Alkylierungsmittel und wurde als Chemotherapeutikum verwendet. Die Verbindung ist bei einer Vielzahl von verschiedenen Tiertumoren in vitro und in vivo sowie bei menschlichen Tumoren wirksam. Der Wirkstoff entfaltet seine antitumorale Wirkung vermutlich durch Alkylierung von Zellbestandteilen und hemmt nachweislich die DNA- und RNA-Synthese. Auch abgeleitete Verbindungen besitzen entsprechende Eigenschaften. Es wurde in den 1960er Jahren klinisch zur Behandlung einer Reihe von Krebsarten eingesetzt. So wurde es intravenös bei der Behandlung von Leukämien und Lymphomen wie der chronischen lymphatischen Leukämie und der Hodgkin-Krankheit sowie bei Eierstockkrebs eingesetzt. Die Verbindung wurde auch als Salbe für Basalzell-Hautkrebs verwendet. Aufgrund seiner Toxizität für das Knochenmark und die Blutgefäßwände wurde es durch wirksamere Mittel ersetzt und wird seit vielen Jahren nicht mehr klinisch eingesetzt.